# Inspecteur aux revues
En France, le corps des inspecteurs aux revues fut institué sous la Révolution, venant compléter celui des commissaires des guerres. Il se vit attribuer l'administration et la surveillance des corps de troupes et la gestion des conseils d'administration et du personnel. En 1801, les fonctionnaires qui le composaient portaient les titres d'inspecteurs en chef, d'inspecteurs et de sous-inspecteurs de 1re, 2e et 3e classe. En date du 18 avril 1811, un décret créa, en outre, la fonction d'adjoint aux sous-inspecteurs aux revues.
Ces inspecteurs « sont chargés de l'organisation, embrigadement, incorporation, levée, licenciement, solde et comptabilité des corps militaires, de la tenue des contrôles et de la formation des revues ». Ils étaient choisis parmi des officiers généraux et supérieurs, jugés dignes par leur talent, leur zèle et leur moralité ».

Le corps des Inspecteurs aux Revues, fut consolidé par le consul Napoléon Bonaparte en 1800 lors de la séparation du contrôle de l'administration militaire et dissous à la Restauration pour être remplacé par l'intendance aux armées.
L'inspecteur aux revues surnommé aussi le gardien des trésors de la Grande Armée, est chargé de contrôler les effectifs, de la solde et de l'administration des troupes dans chaque armée. 
L'inspecteur aux revues est sous la responsabilité du commissaire ordonnateur général responsable de l'intendance de chaque armée.
L'inspecteur aux revues a rang de général de brigade. L'inspecteur en chef aux revues a rang de général de division.